# 哈利·巴勃
哈利·巴勃（英語：Haley Barbour；1947年10月22日—）是美國的一位政治人物。在2004年至2012年期間，哈利·巴勃擔任第62任密西西比州長職務。他的黨籍是共和黨。在當選成為州長之前，巴勃曾經是一位遊說集團的成員。